# Mehiška vojna za neodvisnost
Mehiška vojna za neodvisnost (špansko:Guerra de Independencia de México) je bila oborožen spopad in vrhunec političnega in družbenega procesa, ki je se začel na ozemlju podkraljestva Nove Španije (špansko: Virreinato de Nueva España) leta 1810 in končal leta 1821 s podpisom Córdobske pogodbe. S tem je Nova Španija, zgodovinska predhodnica današnje Mehike, dosegla neodvisnost od Španije, katere nadvlada je trajala skoraj 300 let. Začetki procesa osamosvajanja segajo v čas Napoleonove invazije na Španijo leta 1808. Sama vojna pa je trajala od dogodka, znanega pod imenom Krik kraja Dolores (špansko: Grito de Dolores), katerega glavni protagonist je bil duhovnik Miguel Hidalgo y Costilla, 16. septembra 1810, do vstopa Mehiške revolucionarne vojske pod vodstvom Agustina de Iturbida v Ciudad de México, 27. septembra 1821. 16. september se praznuje kot Dan mehiške neodvisnosti.
Potrebno je poudariti, da revolucionarna vojna ni pomenila boja Nove Španije proti španski kraljevini, temveč vojno med dvema stranema, ki so jo sestavljali isti elementi novošpanske družbe: Španci, kreoli, mestici in domorodci, ki so se močno borili drug proti drugemu. Potemtakem bi se jo lahko označilo tudi kot državljansko vojno med brati. Nekaj zelo podobnega se je dogajalo tudi pri drugih bojih za neodvisnost po celini.

## Obdobje pred začetkom boja za neodvisnost
V 18. stoletju je podkraljestvo Nove Španije doseglo velik gospodarski razvoj, ki je temeljil predvsem na izkoriščanju rudnikov zlata in srebra. To je spodbudilo tudi razvoj drugih gospodarskih panog, predvsem kmetijstva in trgovine. Bogati kreoli pa kljub dobremu ekonomskemu stanju niso bili zadovoljni s svojim mestom v politiki in so hoteli pri vladanju imeti več politične moči. Tako so se v krogih kreolske buržoazije izoblikovale prostozidarske lože, prenesene iz Evrope preko španskih prostozidarjev. Prvo je v Mehiki leta 1806 ustanovil Španec Enrique Mugi, kateri je nato sledilo še mnogo drugih. Na tajnih srečanjih je izobražena elita Nove Španije začela premišljevati o odnosih med Španijo in njenimi kolonialnimi kraljestvi. Spremembe v socialni in politični strukturi kot posledica Burbonskih reform in globoke ekonomske krize, ki se je pojavila v zadnjih dveh desetletjih 18. stoletja, so bile v Novi Španiji glavni vzrok za nelagodje med takratno družbo. Kreolska elita je razpravljala o tem, kako bi začela s politično revolucijo in strmoglavila tedanji politični sistem.

## Prvi poskusi boja za neodvisnost Mehike
Gibanje za neodvisnost je dobilo navdih v obdobju razsvetljenstva ter v ameriški in francoski revoluciji, saj so dramatični politični dogodki v tistem času po Evropi, predvsem francoske revolucionarne vojne in Napoleonova osvajanja, močno vplivali tudi na dogajanje v Novi Španiji. Leta 1808 sta Karl IV. Španski in Ferdinand VII. pod prisilo francoskega cesarja odstopila in le-ta je nato za kralja imenoval svojega starejšega brata Jožefa I. Bonaparteja. Istega leta je mestni svet (špansko ayuntamiento) Ciudad de Méxica s podporo podkralja Joséja de Iturrigaraya brez prisotnosti zakonitega kralja zahteval suverenost. To je pripeljalo do državnega udara proti voditelju. Ko je bil le-ta zatrt, so njegove voditelje zaprli.
Kljub porazu v Ciudad de Méxicu, so se manjše skupine upornikov srečevale v drugih mestih Nove Španije, da bi se stopnjeval upor proti kolonialni vladi. Leta 1810 po njihovem razkritju so se uporniki skupine Querétaro 16. septembra skupaj s kmeti in avtohtonimi prebivalci kraja Dolores (zvezna država Guanajuato) odločili prijeti za orožje. Le-te je sklical v jutranjih urah sekularni katoliški duhovnik in upornik Miguel Hidalgo, nekdanji rektor kolegija Colegio de San Nicolás Obispo, skupaj s Juanom Aldamom in Ignaciom Allendem s pomočjo zvonjenja zvonov v tamkajšnji cerkvi ter jih pozval k uporu. Dogodek se imenuje krik, ker je Hidalgo med govorom vzkliknil tudi geslo:
"Živel Ferdinand VII., živela Amerika, živela vera in umre naj slaba vlada!"
Točne besede, ki jih je izrekel, morda nikoli ne bodo znane. To je le ena od najstarejših in najbolj verjetnih različic.
Po letu 1810 je gibanje za neodvisnost šlo preko več faz, kjer so bili njeni voditelji večkrat poraženi, zaprti ali usmrčeni s strani sil zvestih Španiji, in niso imeli večjega pomena, kot da so začeli spopade in še bolj razdelili prebivalstvo. 15. junija 1814 je prišla v Novo Španijo novica, da se je Ferdinand VII. vrnil na oblast in razveljavil ustavo iz leta 1812. Na ta način se je absolutizem vrnil na oblast in ni bilo možnosti za politične spremembe.
Sprva so priznavali suverenost Ferdinanda VII. v odnosu s Španijo in njenimi kolonijami, kasneje pa so njeni voditelji zavzeli bolj radikalna stališča vključno z vprašanji glede ureditve družbenega reda in odprave suženjstva. Med duhovniki je bil v Mehiki pomemben tudi sekularni duhovnik José María Morelos, ki je kot vojaški upornik in mehiški patriot med letoma 1811 in 1815 organiziral drugi poskus boja za neodvisnost Mehike. Pozval je separatistične pokrajine, da oblikujejo kongres Chilpancinga, ki je uporništvu dal svoj legalni pravni okvir. Po Morelosovem porazu se je to gibanje preoblikovalo v gverilsko skupino pod vodstvom Vicenta Guerrere. Do leta 1820 se je nekaj uporniških gibanj obdržalo zlasti na območju Sierre Madre del Sur in v Veracruzu.

## Ponovna vzpostavitev liberalne ustave iz Cádiza leta 1820 in zarota proti njej
Končna neodvisnost Nove Španije ne izhaja iz teh ljudskih revolucij, ampak iz konzervativnega gibanja, ki se je odzvalo na padec absolutizma Ferdinanda VII. leta 1820. V Novo Španijo je tega leta prišla novica o liberalni revoluciji pod vodstvom generala Rafaela del Riega, s katero se je ponovno vzpostavila liberalna ustava iz Cádiza in končal absolutizem Ferdinanda VII. Kraljevi namestnik Juan Ruiz de Apodaca je prejel ukaz, da mora organizirati zaprisego na novo vzpostavljeni ustavi med visokimi uradniki podkraljestva.
Tako je ponovna vzpostavitev liberalne ustave iz Cádiza povzročila preobrat v miselnosti elitnih skupin, ki so podpirale špansko nadvlado. Te skupine – visoka komercialna buržoazija, plemstvo in visoka duhovščina – je na novo sprejeta ustava prizadela, saj so izgubili vse privilegije, za katere so menili, da jim pripadajo. Zaradi tega so se odločili podpreti težnje za neodvisnost Nove Španije in tako iskati zavezništvo z nekdanjim uporniškim gibanjem. Z odobravanjem kraljevega namestnika Juana Ruiza de Apodaca so generala Agustina de Iturbida postavili za poveljnika vojske in skovali načrt, kako bi liberalcem preprečili, da bi uvedli svojo ideologijo, ter kako bi čim hitreje dosegli neodvisnost.

## Agustín de Iturbide in Plan de Iguala
Agustín de Iturbide se je v začetku leta 1821 srečal z generalom Vicentom Guerrerom in mu ponudil pakt, ki ga je po začetni zavrnitvi in nekaj bitkah sprejel. Na ta način je bil dosežen mir in sprava med vojaškimi silami in uporniško vojsko, zaznamovana z dogodkom, imenovanem Abrazo de Acatempan, ki se je zgodil 10. februarja 1821.
Oba vojaška voditelja sta podpisala politični dokument, imenovan Plan de Iguala, ki ga je Iturbide razglasil 24. avgusta 1821.
Njegova štiri temeljna načela so bila:
1. vzpostavitev neodvisnosti Mehike;
2. obdržati monarhijo pod vodstvom Ferdinanda VII. ali kateregakoli drugega člana španske krone;
3. vzpostavitev katoliške vere kot edine vere;
4. vzpostavitev enakosti med vsemi državljani.

Kraljevi namestnik Juan Ruiz de Apodaca si je nenadoma premislil in skupaj z mestnim svetom Mehike razglasil svojo zvestobo ustavi in kralju Ferdinandu VII. S tem je bil Iturbide in njegov Plan de Iguala izvzet iz zakona. Apodaca je nemudoma sestavil vojsko, da bi se z njo boril proti vojski, imenovani Trigarante, ki sta jo ne dolgo pred tem ustanovila Iturbide in Guerrero. Tako so se sprožile številne bitke in spopadi, ki se niso zaključili vse do 19. avgusta 1821, ko se je končala zadnja bitka pri Azcapotzalcu.

## Córdobska pogodba
3. avgusta 1821 je prišel v San Juan de Ulúa general Juan O'Donojú, ki ga je španska vlada postavila za generalnega vojaškega poveljnika Mehike. Eden njegovih prvih ukrepov je bilo prenehanje sovražnosti s strani monarhistov in zahteva po srečanju z Agustínom de Iturbidom. Sestala sta se v mestu Córdoba, kjer sta 24. avgusta podpisala Córdobsko pogodbo, ki je priznavala suverenost in neodvisnost mehiškega imperija.

## Vstop osvobodilne vojske Trigarante v Ciudad de México in podpis deklaracije o neodvisnosti
27. septembra 1821 je vojska Trigarante vstopila v Ciudad de México in neodvisnost je bila dosežena. Naslednji dan je začasni odbor vlade (špansko Junta Provisional Gubernativa) imel prvo sejo, kjer je 38 članov priseglo na Plan de Iguala in Córdobsko pogodbo. Nato je bila podpisana deklaracija o neodvisnosti, ki pa jo španska vlada ni priznala vse tja do leta 1836.
Po teh dogodkih je bilo območje Nove Španije organizirano kot mehiški imperij. Ta kratkotrajna katoliška monarhija se je zaradi notranjih konfliktov in ločitve Centralne Amerike od Mehike leta 1823 preoblikovala v federalno republiko.
Po nekaterih poskusih ponovne osvojitve, vključno z odpravo Isidra Barradasa leta 1829, je leta 1836, po smrti monarha Ferdinanda VII., Španija pod vodstvom kraljice Izabele II. Španske priznala neodvisnost Mehike.